# Dennis Head Old Beacon
Dennis Head Old Beacon je ruina majáku na ostrově North Ronaldsay na Orknejích ve Skotsku. Maják a domy strážců jsou chráněny jako památka.

## Historie
Věž o výšce 21 m byla dokončena v roce 1789 pod dohledem Thomase Smithe, kterému pomáhal jeho nevlastní syn Robert Stevenson. Pro Smithe to měl být první z mnoha ostrovních majáků (předtím pracoval na majácích Kinnaird Head a Mull of Kintyre). Jeho osvětlovací systém, ačkoli byl na svou dobu pokročilý a sestával ze skupiny olejových lamp a reflektorů, nebyl příliš účinný, neboť si jej námořníci často pletli s hlavním stěžněm jiné lodi.
V roce 1809, kdy byly postaveny další majáky v okolí, bylo rozhodnuto, že maják Dennis Head Old Beacon na ostrově North Ronaldsay již není potřeba a byl deaktivován. Kulatá kamenná věž však zůstala zachována jako námořní památka a původní majáková komora na vrcholu byla nahrazena klenutou střechou zakončenou pozoruhodnou kupolí. Kamenné točité schodiště, které kdysi vedlo k majáku, bylo zbouráno. Pod věží se dochovaly původní domky strážců bez střechy, ale z velké části kompletní. Maják slouží jako denní orientační bod.
Starý maják se v roce 2006 objevil v televizním seriálu BBC Restoration Village, kde skončil na třetím místě. V roce 2008 North Ronaldsay Trust provedl inženýrskou studii a havarijní práce na stabilizaci stavby a odstranění dvě stě let starého ptačího trusu z interiéru.
Maják North Ronaldsay byl postaven nedaleko v roce 1854.

### Data
- Výška věže: 21 m
- Materiál: neomítaný lomový kámen

### Identifikátor
- ARLHS: SCO-154